# Quand minuit sonnera
Pour plus de détails, voir Fiche technique et Distribution.
Quand minuit sonnera est un film policier français réalisé par Léo Joannon, sorti en 1936.

## Fiche technique
- Réalisation : Léo Joannon
- Scénario : Alfred Machard d'après son roman
- Décors : Jacques-Laurent Atthalin
- Photographie : Boris Kaufman
- Musique : Jean Wiener
- Production : Hans Boekman
- Société de production : France-Europe Films
- Société de distribution : Télédis
- Pays : France
- Format :  Son mono  - Noir et blanc  - 1,37:1
- Genre : Policier
- Durée : 80 minutes
- Date de sortie : 
  - France : 27 novembre 1936

## Distribution
- Simone Barillier : Régine
- Marie Bell : Mattia
- Féral Benga
- René Bergeron : Le capitaine
- Thomy Bourdelle : Eric Schutz
- Lucien Callamand : Le maître d'hôtel
- Marcel Dalio
- Edith Gallia
- Enrico Glori
- Roger Karl : Rouque
- Charles Lemontier
- Robert Ozanne
- Georges Prieur
- Pierre Renoir : Jean Verdier